# Бамбергские анналы и заметки
Бамбергские анналы и заметки (лат. Annales et notae Babenbergenses) —  изданный в 1861 году Филиппом Яффе корпус рукописей XII—XV вв., объединённых общим для них происхождением из Бамберга и содержащий местные исторические сочинения XI—XV вв. Содержат сведения главным образом по местной истории.

## Издания
- Annales et notae Babenbergenses / ed. Ph. Jaffe // MGH, SS. Bd. XVII. Hannover. 1861, p. 634—642[2].

## Переводы на русский язык
- Освящение бамбергской церкви Святого Петра, 1012 г. в переводе И. В. Дьяконова на сайте Восточная литература

- Бамбергские заметки Святого Петра, 1024—1472 гг. в переводе И. В. Дьяконова на сайте Восточная литература

- Бамбергские анналы Святого Петра, 1103—1185 гг. в переводе И. В.  Дьяконова на сайте Восточная литература

- Бамбергские заметки Святого Иакова, 10172-1147 гг. в переводе И. В.  Дьяконова на сайте Восточная литература

- Бамбергские стихи, 1322—1348 гг. в переводе И. В.  Дьяконова на сайте Восточная литература

- Бамбергские погребальные заметки, 1029—1501 гг. в переводе И. В.  Дьяконова на сайте Восточная литература